# Рулевой (сторожевой корабль)
«Рулевой» — советский речной сторожевой корабль, оборудованный в начале Отечественной войны из мобилизованного парового колёсного буксира.

## История службы
Паровой колёсный буксир был построен под названием «Аполлон» в Киеве на завод Кондзерского в 1912 году для коммерческих перевозок.
Во время гражданской войны, когда в феврале 1919 года РККА вытеснила из Киева войска УНР, пароход был национализирован. Уже в апреле 1919 года «Аполлон» мобилизовали и вооружили. Весной-летом корабль участвует в боях с отрядами атамана Григорьева близ Канева, Черкасс и на реке Припять. 2 октября 1919 года «Аполлон» и бронепароход «Верный» провели очень успешный бой у днепровского села Окуниново с кораблями деникинской флотилии. Тогда артиллеристы «Аполлона» потопили катер, повредили белогвардейскую канонерку «Кременчуг» и захватили канонерку «Доброволец». Уже 6 октября корабль перевели в класс «канонерская лодка», переименовали в «Геройский» и заменили одно 76-мм орудие 122-мм гаубицей.
С июня 1920 года «Геройский» участвовал в советско-польской войне в районе населённых пунктов Лоев - Наровля. 5 июня 1920 года корабль в ходе артиллерийской дуэли у днепровского села Окуниново заставил отступить две польских канонерки. За этот эпизод корабль был награждён Красным Революционным Знаменем, а его командир, военмор Стоянов В. П., получил орден Красного Знамени. 1 июля 1920 года корабль разоружили, с 1921 года он плавает по Днепру в качестве гражданского судна-буксира под новым именем «Рулевой».
С началом войны с нацистами «Рулевой» мобилизовали 23 июня 1941 года по предвоенному плану и 5 июля полностью переоборудовали в военный корабль на заводе им. И. В. Сталина в Киеве. По тогдашней классификации корабли с артиллерией калибра 76 мм и меньше были «сторожевыми кораблями», а с орудиями калибра более 76 мм — «канонерскими лодками». Его командиром стал лейтенант Усачёв С. Н.
11 июля сторожевой корабль «Рулевой» включён в состав Пинской военной флотилии (ПВФ), а 22 июля сторожевик передали в состав Припятского отряда речных кораблей (ОРК) ПВФ. Уже 26 июля корабль взаимодействует с 75-й стрелковой дивизией на реке Припять в Петриковском районе. 3 августа сторожевик поддержал огнём атаку 20-го мотоциклетного полка на местечко Петриков, за что получил благодарность от командования 75-й стрелковой дивизии, а 8 августа удачно обстрелял немецкую колонну близ села Оцирки на Припяти.
Вечером 23 августа передовой отряд 111-й пехотной дивизии немцев, усиленный самоходными орудиями StuG III, опрокинул отступающие по приказу, но плохо организованные части 27-го стрелкового корпуса 37-й армии Юго-Западного фронта и захватил плацдарм на левом берегу Днепра у села Окуниново. Таким образом корабли ПВФ, действивавшие севернее, оказались отрезаны от Киева, где в то время находился штаб флотилии.
В ночь на 26 августа 1941 года «Рулевой» совместно с другими кораблями флотилии участвует в прорыве в Киев из района Чернобыль — Домантово, мимо немецкого окуниновского плацдарма. На подходе к вражескому плацдарму сторожевик сел на мель, смог самостоятельно с неё сняться и вынужденно повернул назад на стоянку близ Домантово. Утром 26 августа корабль погиб в ходе артиллерийского боя с противником, вышедшим к правому берегу Днепра. 22 сентября «Рулевой» исключён из списков кораблей ВМФ по приказу командующего флотом.